# Nicolas Clément
Nicolas Clément (Digione, 12 gennaio 1779 – Parigi, 21 novembre 1842) è stato un medico e chimico francese.

## Biografia
Di origine modesta, Clément studiò diritto a Digione e concluse i suoi studi a Parigi. Famoso per essere stato amico e collaboratore di Charles Desormes (dal 1801), i due chimici insieme sono coloro che hanno dato il via all'esperimento denominato "Clément-Desormes", e sono stati fautori di numerosi esperimenti sulla fabbricazione dell'acido solforico, e quelli relativi alla distillazione dell'acqua di mare.

## Matrimonio
Clément sposò la figlia di Charles Desormes e cambiò il proprio nome in Clément-Desormes.